# Im Undzsu
Im Undzsu (hangul: 임은주, RR: Im Eun-ju; 1966. március 13. –) dél-koreai nemzetközi női labdarúgó-játékvezető. Az Uldzsi (Eulji) Egyetemen 1996-ban végezett, a szabadidős tervezés (OC) professzora, az Allive Creative vezérigazgatója, valamint az MBC TV kommentátora.

## Pályafutása

### Labdarúgóként
1990-ben a dél-koreai női labdarúgó-válogatott tagjaként Kínában részt vett az Ázsia-játékokon. Fizikai felkészültségét jól jellemzi, hogy a 100 méteres távolságot 12,8 másodperc alatt teljesítette. Labdarúgó pályafutását befejezve az egyetemi női csapat edzőjeként tevékenykedett.

### Nemzeti játékvezetés
A játékvezetői vizsgát edzői tevékenysége miatt tett. A Dél-koreai Labdarúgó-szövetség Játékvezető Bizottságának (JB) minősítésével 1999-től a K-League játékvezetője. Az első dél-koreai női játékvezető, az első hivatásos női bíró a világon, a Premier Liga bajnokságban (férfi, női) öt éven keresztül irányított mérkőzéseket. Küldési gyakorlat szerint rendszeres 4. bírói szolgálatot is végzett. A nemzeti játékvezetéstől 2003-ban visszavonult.

### Nemzetközi játékvezetés
A Dél-koreai labdarúgó-szövetség JB terjesztette fel nemzetközi játékvezetőnek, a Nemzetközi Labdarúgó-szövetség (FIFA) 1999-től tartotta nyilván női bírói keretében. A FIFA JB központi nyelvei közül a angolt beszéli. Több nemzetek közötti válogatott és klubmérkőzést vezetett, vagy működő társának 4. bíróként segített Vendég játékvezetőként a férfi Super League mérkőzésein is tevékenykedett. A  nemzetközi játékvezetéstől 2003-ban búcsúzott.

#### Női labdarúgó-világbajnokság
A 2001-es U17-es labdarúgó-világbajnokságon a FIFA JB játékvezetőként alkalmazta. Az első nemzetközi férfi FIFA labdarúgó torna, ahol első alkalommal női játékvezetői hármast alkalmaztak. Segítői Ana Isabel Pérez és Jackeline Anayawsi Saez Blanquce asszisztensek voltak.
| Időpont              | Helyszín                      | Mérkőzés típusa              | Mérkőzés                       | Eredmény | Nézők száma |
| -------------------- | ----------------------------- | ---------------------------- | ------------------------------ | -------- | ----------- |
| 2001. szeptember 16. | Dwight Yorke Stadion, Bacolet | csoportmérkőzés (B. csoport) | Egyesült Államok–Franciaország | 0 – 1    | 7000        |

Az 1999-es női labdarúgó-világbajnokságon, valamint a 2003-as női labdarúgó-világbajnokságon  a FIFA JB játékvezetőként foglalkoztatta. 1999-ben az első ázsiai női játékvezető, aki a világbajnokságon feladatot kapott. Világbajnokságokon vezetett mérkőzéseinek száma: 7.

##### 1999-es női labdarúgó-világbajnokság
| Időpont          | Helyszín                      | Mérkőzés típusa              | Mérkőzés                                                        | Eredmény | Nézők száma |
| ---------------- | ----------------------------- | ---------------------------- | --------------------------------------------------------------- | -------- | ----------- |
| 1999. június 24. | Civic Stadion, Portland       | csoportmérkőzés (B. csoport) | Németország–Mexikó                                              | 6 – 0    | 20 129      |
| 1999. június 27. | FedEx Field Stadion, Landover | csoportmérkőzés (B. csoport) | Német női labdarúgó-válogatott–Brazília                         | 3 – 3    | 22 129      |
| 1999. június 30. | Spartan Stadion, San José     | egyik negyeddöntő            | Norvégia–Svédország                                             | 3 – 1    | 21 411      |
| 1999. július 10. | Rose Bowl Stadion, Pasadena   | bronzmérkőzés                | Brazil női labdarúgó-válogatott–Norvég női labdarúgó-válogatott | 0 – 0    | 60 185      |

##### 2003-as női labdarúgó-világbajnokság
| Időpont              | Helyszín                 | Mérkőzés típusa              | Mérkőzés                                   | Eredmény | Nézők száma |
| -------------------- | ------------------------ | ---------------------------- | ------------------------------------------ | -------- | ----------- |
| 2003. szeptember 20. | Crew Stadion, Columbus   | csoportmérkőzés (C. csoport) | Német női labdarúgó-válogatott–Kanada      | 4 – 1    | 16 409      |
| 2003. szeptember 27. | Gillette Stadion, Boston | csoportmérkőzés (B. csoport) | Kanadai női labdarúgó-válogatott–Japán     | 3 – 1    | 14 356      |
| 2003. október 2.     | Civic Stadion, Portland  | egyik negyeddöntő            | Német női labdarúgó-válogatott–Oroszország | 7 – 1    | 20 021      |

#### Olimpiai játékok
A 2000. évi nyári olimpiai játékokon a FIFA JB bírói szolgálatra alkalmazta. Az első ázsiai női játékvezető, aki az olimpiai labdarúgó tornán foglalkoztattak.
| Időpont              | Helyszín                               | Mérkőzés típusa              | Mérkőzés                                                       | Eredmény | Nézők száma |
| -------------------- | -------------------------------------- | ---------------------------- | -------------------------------------------------------------- | -------- | ----------- |
| 2000. szeptember 14. | Melbourne-i Krikett Stadion, Melbourne | csoportmérkőzés (F. csoport) | Egyesült Államok–Norvég női labdarúgó-válogatott               | 2 – 0    | 16 043      |
| 2000. szeptember 20. | Melbourne-i Krikett Stadion, Melbourne | csoportmérkőzés (F. csoport) | Amerikai női labdarúgó-válogatott–Nigéria                      | 3 – 1    | 9000        |
| 2000. szeptember 24. | Labdarúgó Stadion, Sydney              | egyik elődöntő               | Német női labdarúgó-válogatott–Norvég női labdarúgó-válogatott | 0 – 1    | 16 710      |
| 2000. szeptember 28. | Labdarúgó Stadion, Sydney              | bronzmérkőzés                | Német női labdarúgó-válogatott–Brazil női labdarúgó-válogatott | 2 – 0    | 11 200      |

## Sportvezetőként
Labdarúgó pályafutását befejezve az egyetemi női csapat edzőjeként tevékenykedett. Edzőként kellett megtanítania a játékosokat a játékszabályokra. Aktív bírói pályafutását befejezve a FIFA JB instruktora, az AFC JB ellenőre, a Dél-koreai Labdarúgó-szövetség JB ellenőre, oktatója és toborzója.

## Szakmai sikerek
Az Ázsiai Labdarúgó-szövetség (AFC) JB 2000-ben az Év Játékvezetője elismerő címmel jutalmazta. Az AFC JB 2003-ig nem tett különbséget a férfi és női címek adományozásánál. Im Eun Ju férfi mérkőzések minőségi irányításáért részesült a kitüntetésben.